# Anderson and Co. Flour and Grain Merchants Store

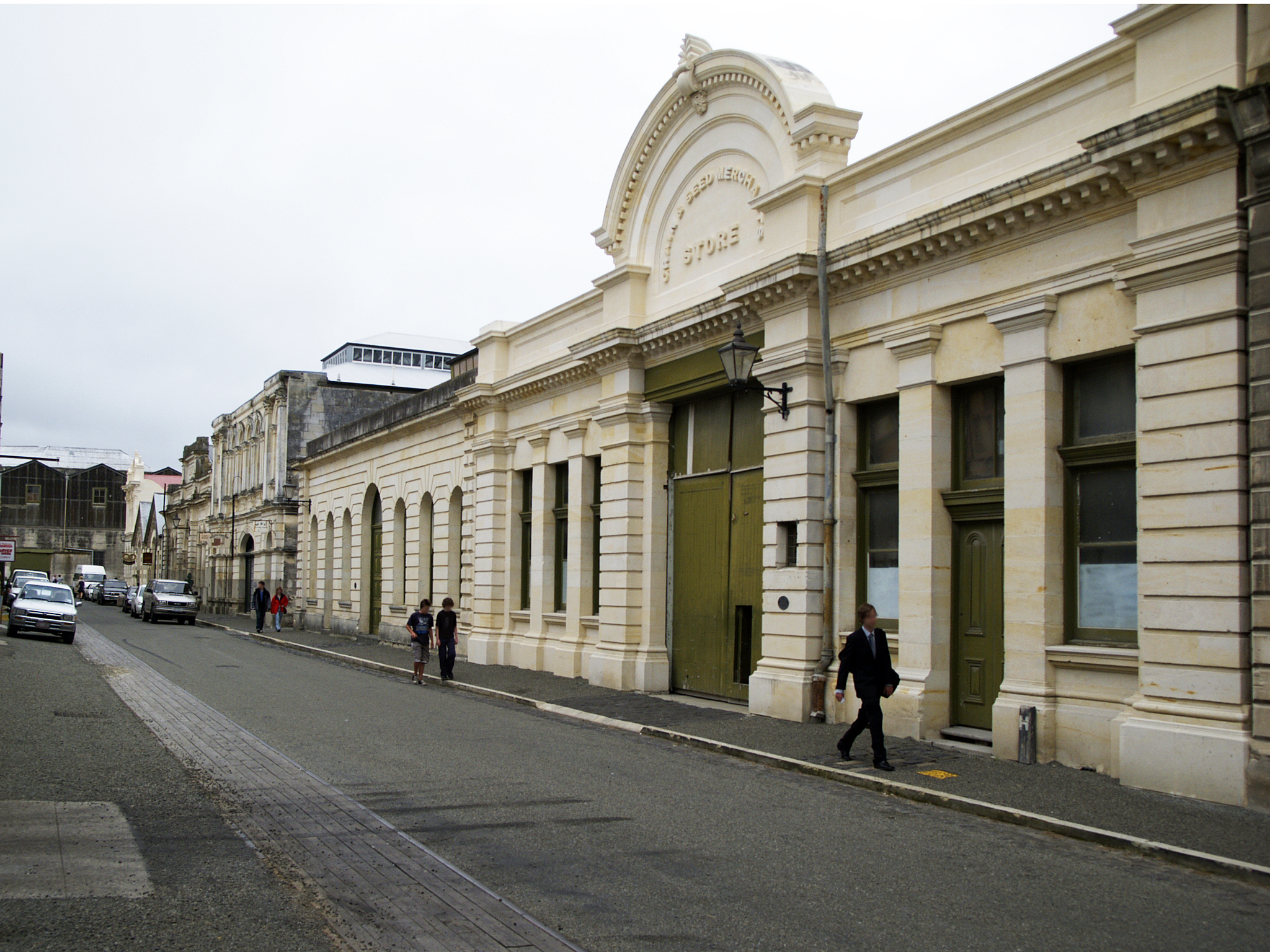
Neill Brothers’ Store

Der Anderson and Co. Flour and Grain Merchants Store ist ein Baudenkmal in Oamaru in der Region Otago auf der Südinsel Neuseelands.
Es befindet sich an der Adresse 10 Harbour Street und ist Teil der Harbour/Tyne Street Historic Area.
Am 25. September 1986 wurde das ehemalige Lagerhaus vom New Zealand Historic Places Trust unter der Nummer 4627 als Denkmal der Kategorie 2 (Historic Place Category II) eingestuft.